# Fredrik Böök
Fredrik Böök (ur. 12 maja 1883 w Kristianstad, zm. 2 grudnia 1961 w Sztokholmie) – był szwedzkim badaczem i historykiem literatury i krytykiem literackim.

## Życiorys
Był synem Mårtena i Marii. W latach 1892–1900 uczył się w szkole w Kristianstad, później studiował na Uniwersytecie w Lund, następnie na Uniwersytecie Kopenhaskim i paryskiej Sorbonie i Ecole normale, w 1908 uzyskał doktorat. Odbywał wiele podróży, m.in. do Francji, Niemiec i Polski, a także na Bliski Wschód. W 1920 został profesorem Uniwersytetu w Lund, a w 1922 członkiem Akademii Szwedzkiej. Był popularnym publicystą, współpracował z dziennikami „Svenska Dagbladet” i „Stockholms Dagblad”. W latach 1916–1923 wydał w 6 tomach zbiór Essayer och kritiker (Eseje i krytyki. Miał wpływ na przyznawanie literackich Nagród Nobla, popierał kandydaturę Reymonta przeciw Żeromskiemu. Był autorem zbiorów reportaży podróżniczych, m.in. Resa i Sverige (Podróż po Szwecji, 1924) i społecznych, m.in. Det rika och fattiga Sverige (Bogata i biedna Szwecja, 1936), a także powieści i pism autobiograficznych. Pisał też monografie krytycznoliterackie, m.in. o Andersenie (1938), von Heidenstamie (1945-1946) i Stagneliusie (1954). Uznano go za jednego z najwybitniejszych szwedzkich historyków literatury XX wieku.